# A Castañeda
A Castañeda en galicien, ou Castañeda en espagnol, est une localité de la parroquia de Santa Mariña da Castañeda dans le municipio de Arzúa, comarque de Arzúa, province de La Corogne, communauté autonome de Galice, au nord-ouest de l'Espagne.
Ce lieu-dit est traversée par le Camino francés du Pèlerinage de Saint-Jacques-de-Compostelle.

## Patrimoine et culture

### Pèlerinage de Compostelle
Sur le Camino francés du Pèlerinage de Saint-Jacques-de-Compostelle, on vient du lieu-dit de Punta Brea dans le municipio de Arzúa.
La prochaine halte est la localité de Ribadiso da Baixo (Ribadiso de Abajo en espagnol), dans le municipio de Arzúa.

## Sources et références
- (de) Cet article est partiellement ou en totalité issu de l’article de Wikipédia en allemand intitulé « Castañeda (Galicien) » (voir la liste des auteurs).
- (fr) Grégoire, J.-Y. & Laborde-Balen, L. , « Le Chemin de Saint-Jacques en Espagne - De Saint-Jean-Pied-de-Port à Compostelle - Guide pratique du pèlerin », Rando Éditions, mars 2006,  (ISBN 2-84182-224-9)
- (fr) « Camino de Santiago St-Jean-Pied-de-Port - Santiago de Compostela », Michelin et Cie, Manufacture Française des Pneumatiques Michelin, Paris, 2009,  (ISBN 978-2-06-714805-5)
- (fr) « Le Chemin de Saint-Jacques Carte Routière », Junta de Castilla y León, Editorial

1. ↑  (es) www.codigospostales.info Codes postaux de La Corogne.

### Liens externes

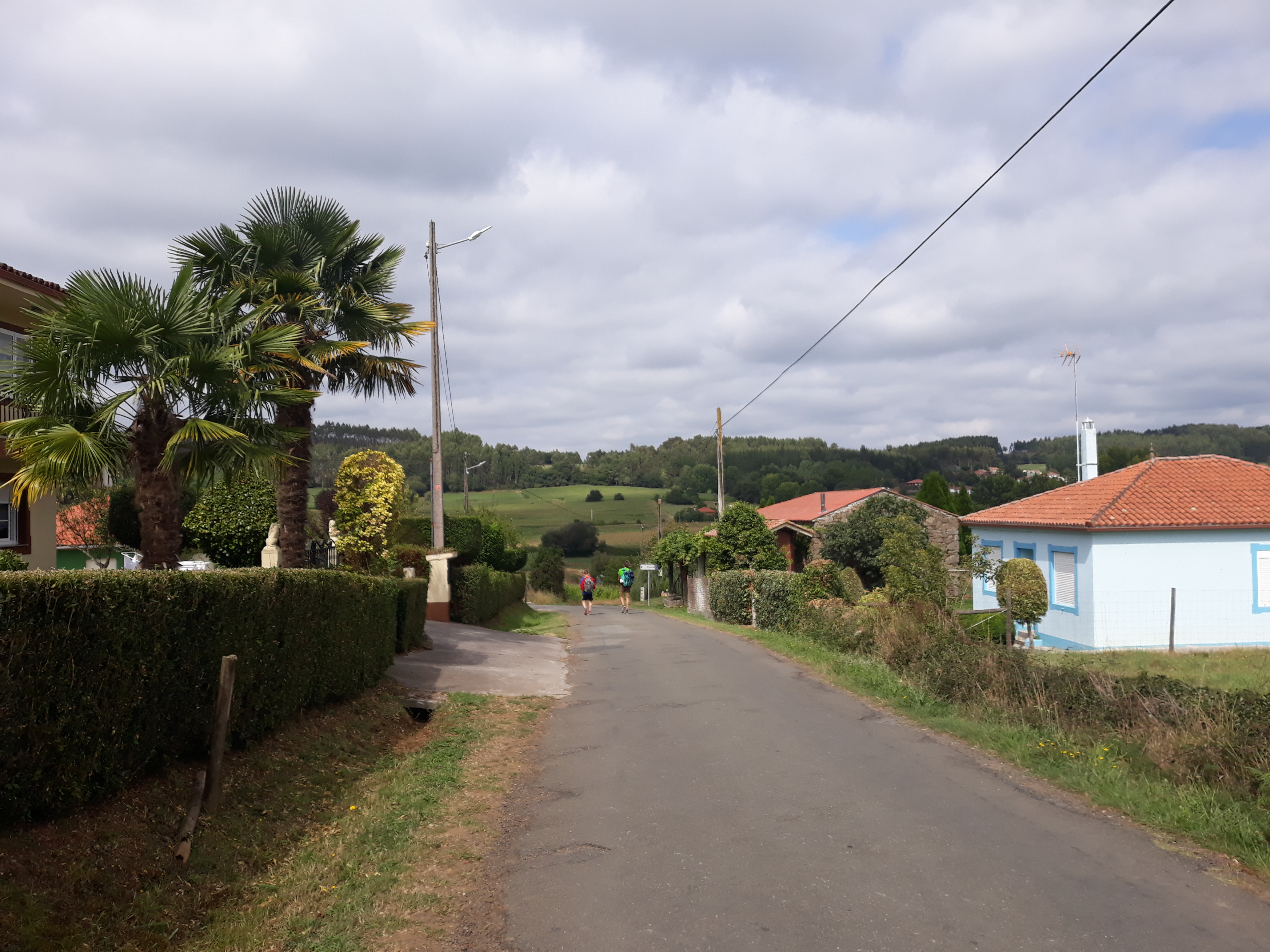